# درز تاجی
در جمجمه سر انسان، درز تاجی (انگلیسی: Coronal suture) میان استخوان پیشانی و دو استخوان آهیانه قرار دارد.
درز تاجی در میان استخوان‌های سر، بر پیش سر، بر آن موضعی است که کنارهٔ کلاه بر آن می‌نشیند. در قدیم به آن درز اکلیلی هم می‌گفتند.
درز تاجی با اتصال Pterion دو طرف مسیر سطحی آن مشخص می‌گردد.

## نگارخانه

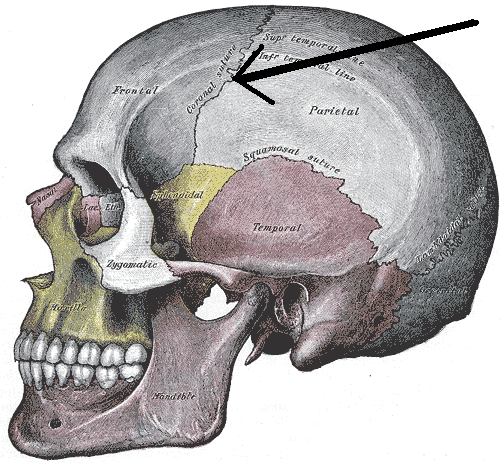
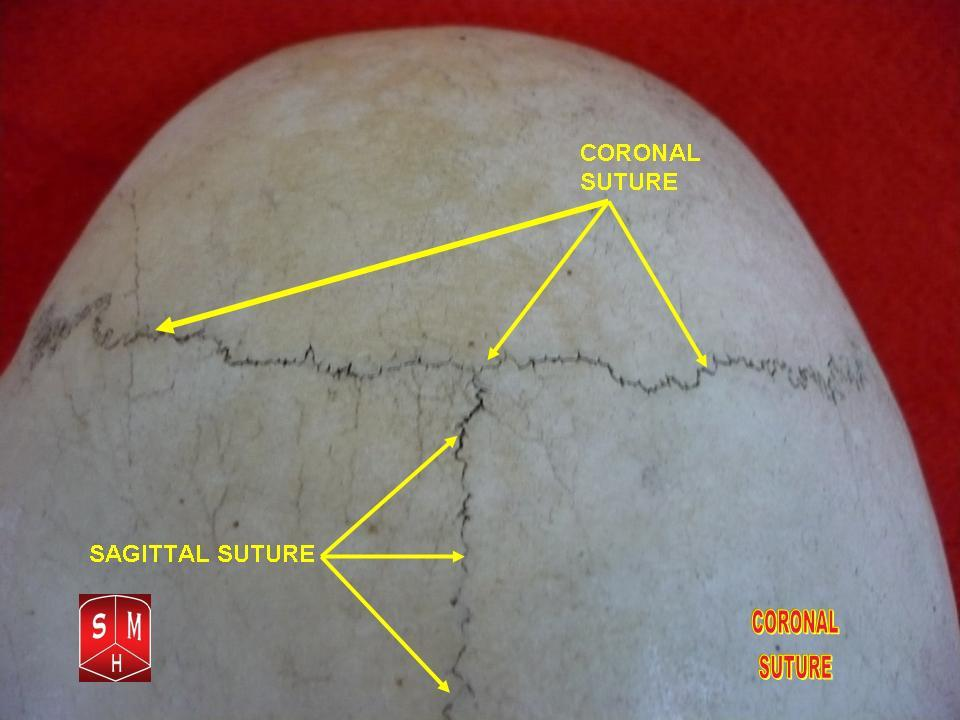
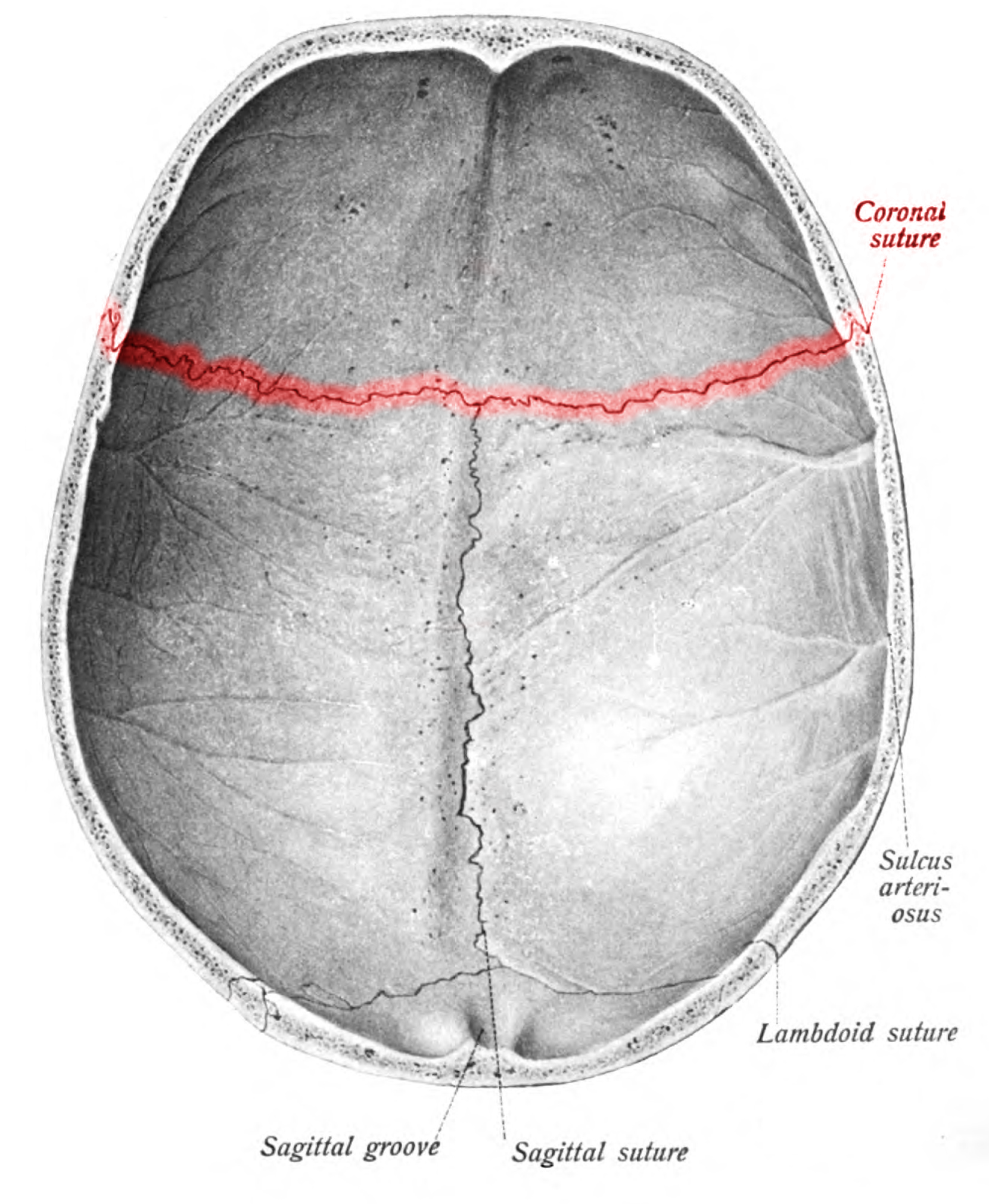
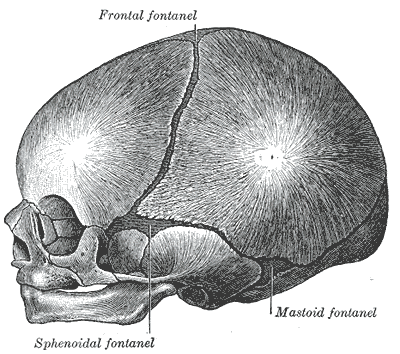
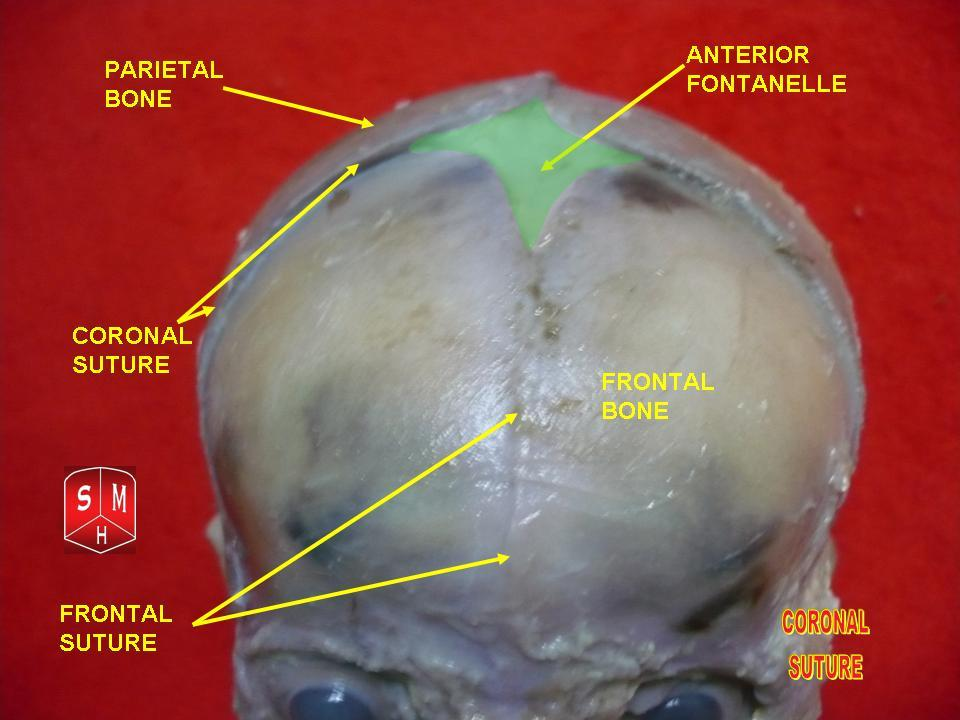